# 奧爾米茨條約

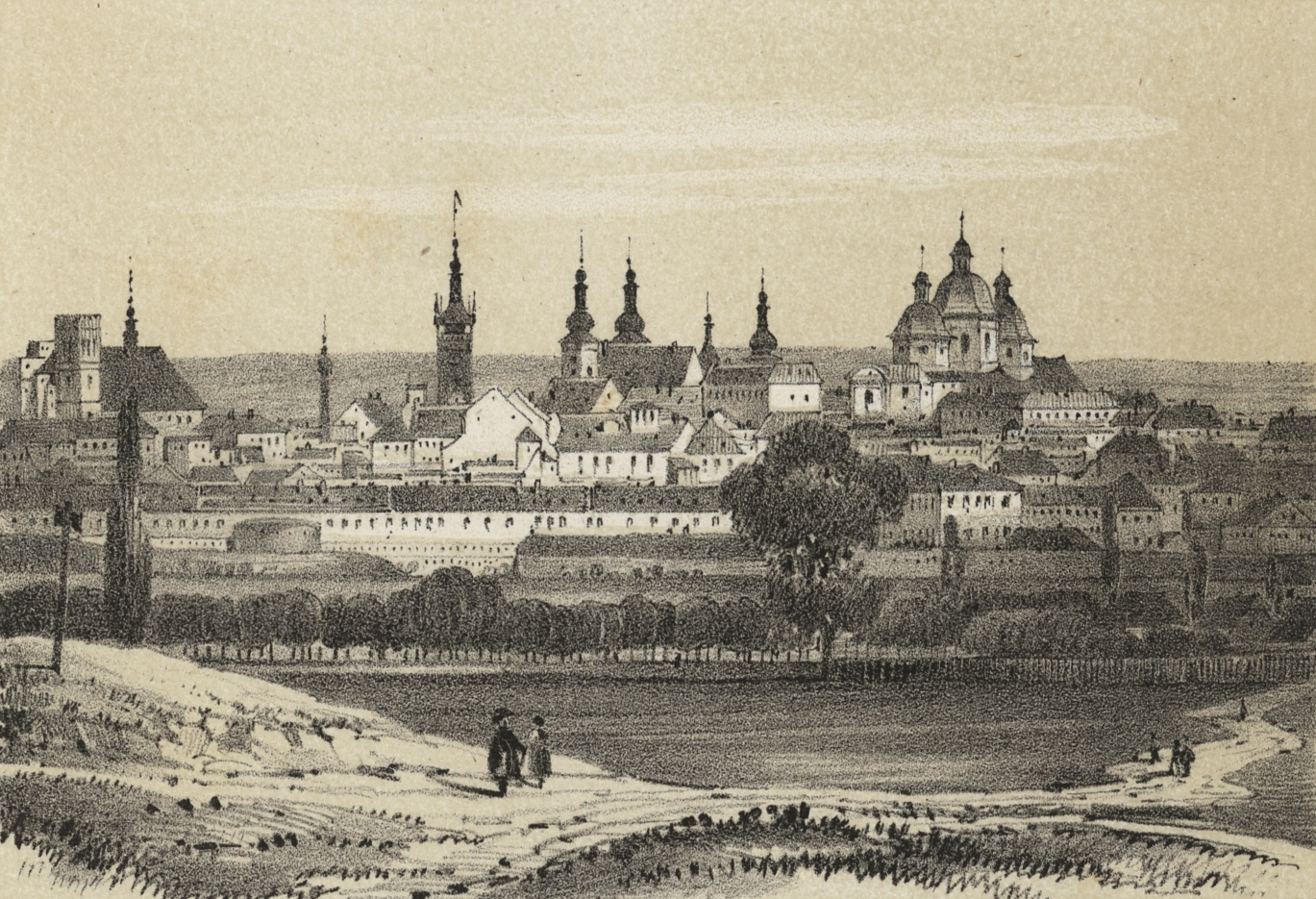
1845年的奧爾米茨

奧爾米茨條約 （德語：Olmützer Vertrag）是1850年11月29日普鲁士与奥地利签订的条约，該條約是基于奧爾米茨 （今捷克奧洛穆茨）会议的结果。这事件被也称为奧爾米茨之耻（德語：Olmützer Punktation），因为普鲁士由於政治和軍事壓力被迫向奥地利称臣，並解散了此前成立、意欲取代德意志邦聯的埃尔福特联盟。条约之签订，源于两国争夺德意志邦联的领导权。奥地利一直支配邦联，但邦联在1848年革命后瓦解。腓特烈·威廉四世不甘受制于奥国，遂于1850年成立由普鲁士领导的埃尔福特联盟，以期统一德意志邦国。
1850年6月結束第一次石勒蘇益格戰爭的《柏林和约》簽訂後，黑森選侯國多次因選帝侯就立憲及憲制問題與民衆及議會陷入衝突，奥地利首相施瓦岑貝格借机进一步孤立普鲁士，遂于1850年11月派遣奧地利軍隊与其盟军进驻黑森。這將威脅普魯士與其萊茵蘭飛地的唯一聯繫，根據之前普魯士與選侯國達成的協定，普魯士有權借用黑森的軍用道路。1850年11月8日，普军跨越邊境，几近与奥军盟友巴伐利亚在富尔达开战。而在10月时，俄国的尼古拉一世在华沙与奥地利达成协议，间接鼓励奥国去对抗普鲁士。普王自知势孤力弱，惟有与奥地利妥协，以免引起战争，自削实力。
根据条约，普鲁士放弃领导邦国、统一德意志的计划，德意志邦联重新成立。普鲁士向奥地利称臣，并同意撤军；又与邦联议会合作，干预黑森与荷尔斯泰因的问题，同時也答应解散此前成立的埃尔福特联盟。虽然普国有感受辱，但能此舉能保存实力，谋求革新。它早前成立关税同盟，大力促进经济发展，通过经济一体化確立了同盟一致的共同利益。加上后来俾斯麦的改革，最终完成了统一德意志的功業。

## 参見
- 德意志邦联